# Melrose, Iowa
Melrose là một thành phố thuộc quận Monroe, tiểu bang Iowa, Hoa Kỳ. Năm 2010, dân số của thành phố này là 112 người.

## Dân số
Dân số qua các năm:
- Năm 2000: 130 người.
- Năm 2010: 112 người.